# Franz Elfried Wimmer
Franz Elfried Wimmer (Niederschrems, 30 de novembro de 1881 - Viena, 2 de maio de 1961) foi um botânico e teólogo austríaco. 
Wimmer contribuiu na obra "Das Pflanzenreich (O Império das plantas)"  de Adolf Engler, a través do tratado das famílias "Campanulaceae-Lobelioideae" (1943 a 1953).